# Der Kaufmann am Portal des Alchemisten
Der Kaufmann am Portal des Alchemisten (im Original The Merchant and the Alchemist's Gate) ist eine Science-Fiction-Novelette des US-amerikanischen Schriftstellers Ted Chiang, zuerst veröffentlicht in Subterranean Press im Jahr 2007 und The Magazine of Fantasy and Science Fiction im September 2007. Die Novelette erschien in Originalfassung in der Sammlung Exhalation: Stories im Jahr 2019 sowie als deutsche Übersetzung von molosovsky in der Sammlung Die große Stille, einer kompletten Übersetzung von Exhalation: Stories, herausgegeben vom Golkonda-Verlag im Jahr 2020. Die Novelette gewann den Hugo Award und einen Locus Award.

## Handlung
Vor der Majestät von Bagdad erzählt Fuwaad von einem Treffen mit einem Händler der Stadt, welcher ein Tor gebaut hat, dessen Passage in die eine oder andere Richtung jeweils zwanzig Jahre in die Vergangenheit oder Zukunft führt, sowie drei Geschichten darüber. Hassan, ein Seilverkäufer, erfährt bei regelmäßigen Besuchen bei sich selbst in der Zukunft, dort inzwischen ungewöhnlich reich, von zahlreichen zu vermeidenden Unglücken sowie einer vergrabenen Schatztruhe. Ein nicht angekündigter Taschendieb lässt ihn dabei wieder erkennen, wie schön es ist, etwas nicht zu wissen und kehrt nach einem letzten Besuch nicht mehr in die Zukunft zurück. Ajib, ein armer Mann, der diese Geschichte hörte, findet sich selbst in der Zukunft verarmt, aber mit einer unbenutzten Schatztruhe voller goldener Dirham vor, und stiehlt diese, um damit ein schönes Leben zu führen. Eines Tages wird ihm das gesamte Vermögen gestohlen und ein Aufruf an seine Ehre durch seine Ehefrau lässt ihn alles erneut für den nur ihr unbekannten Spender sammeln, um es ihm zurückzugeben. Raniya, die Ehefrau des älteren Hassan, findet den von ihm beschriebenen Laden und beobachtet zwanzig Jahre zuvor, wie Hassan versucht eine später an sie verschenkte Kette zu verkaufen, wobei der kriminelle Verkäufer diese als Teil der von ihm vergrabenen Schatztruhe erkennt. Zusammen mit sich selbst nach weiteren zwanzig Jahren täuscht Raniya dem Verkäufer vor, die Kette sei äußerst häufig und rettet ihren zukünftigen Ehemann. Daraufhin beginnt sie eine kurze Affäre mit ihm und macht dabei aus ihm den guten Liebhaber, den sie später kennenlernen sollte. Fuwaad will das Tor daraufhin selbst benutzen, um den Einsturz einer Moschee in Bagdad zu verhindern, muss jedoch nach Kairo reisen, da das Tor des von dort umgezogenen Händlers in Bagdad noch keine zwanzig Jahre alt ist. Wegen zahlreicher Verzögerungen seiner Karawane durch Stürme kommt Fuwaad jedoch zu spät zurück nach Bagdad. Doch da seine Behauptung, das Kind des Majestäten würde als Albino geboren, sich bewahrheitet, wird er vor diesen geführt, um seine Geschichte zu erzählen. Fuwaad schließt nun vor dem Majestät, dass sich die Vergangenheit nicht ändern lasse und ihm seine eigene Zukunft nun unbekannt ist. Seine Reise war jedoch nicht umsonst, denn im vergangenen Bagdad erhält Fuwaad eine allerletzte Botschaft seiner verstorbenen Ehefrau, wie sehr sie ihn geliebt hat.

## Auszeichnungen
Der Kaufmann am Portal des Alchemisten gewann sowohl den Hugo Award als auch den Locus Award für die beste Novelette im Jahr 2008.

## Kritik
Publishers Weekly fand die Novelette gekonnt geschrieben („skillfully written“).
Kirkus Review schrieb in einer Rezension für die ganze Sammlung Exhalation: Stories, dass die Novelette ein sofortiger Klassiker („an instant classic“) sei.